# Daniel Narcisse
Daniel Narcisse (ur. 16 grudnia 1979 w Saint-Denis) – francuski piłkarz ręczny, wielokrotny reprezentant kraju. Występuje na pozycji środkowego rozgrywającego. Obecnie występuje w Bundeslidze, w drużynie THW Kiel. W kadrze narodowej zadebiutował w 2000 roku.
Dwukrotny mistrz olimpijski 2008 oraz 2012.
W 2009 roku w Chorwacji wywalczył mistrzostwo Świata. W finale ekipa Francji pokonała Chorwację 24:19.
THW Kiel pozyskało Narcissa za 1,3 mln €, co jest transferowym rekordem świata w piłce ręcznej.
Został wybrany do najlepszej siódemki świata 2009 i 2012 roku przez magazyn "L'Équipe".
Dwukrotny mistrz Europy z 2006 r. w Szwajcarii i z 2010 r. z Austrii. Podczas ME w 2010 r. Francuzi pokonali w wielkim finale Chorwację 25:21.
8 stycznia 2013 został zawodnikiem Paris Saint-Germain Handball. Tego samego dnia został wybrany najlepszym piłkarzem ręczny na świecie roku 2012.

## Życie prywatne
Ma żonę Emmanuelle, syna Noa i córkę Aimy.

## Sukcesy

### reprezentacyjne
Mistrzostwa Świata:
- (2001, 2009)
- (2005)

Mistrzostwa Europy:
- (2006, 2010)
- (2008)

Igrzyska Olimpijskie:
- (2008, 2012)
- (2016)

### klubowe
Mistrzostwa Francji:
- (2001)
- (1999, 2000, 2002, 2003, 2008)

Puchar Francji:
- (2002, 2003, 2004, 2005, 2006)

Mistrzostwa Niemiec:
- (2010, 2012)
- (2011)

Superpuchar Niemiec:
- (2011, 2012)

Liga Mistrzów:
- (2010, 2012)
- (2016

Puchar Niemiec:
- (2010, 2012)

Puchar Ligi Francuskiej:
- (2002)

Klubowe Mistrzostwo Świata:
- (2011)

## Nagrody indywidualne
- 2008: najlepszy lewy rozgrywający Igrzysk Olimpijskich w Pekinie.

## Wyróżnienia
- Wybrany do najlepszej siódemki świata 2009 i 2012 roku według magazynu "L'Équipe".
- Wybrany najlepszym piłkarzem ręcznym Świata roku 2012.

## Odznaczenia
- Kawaler Narodowego Orderu Zasługi[6]
- Kawaler Legii Honorowej[7]